# Georgia Ponsonby
Pour les articles homonymes, voir Ponsonby.

a Compétitions nationales et continentales officielles uniquement.

b Matchs officiels uniquement.
Dernière mise à jour le 7 août 2025.
Georgia Ponsonby, née le 14 décembre 1999 à Gisborne (Nouvelle-Zélande), est une joueuse internationale néo-zélandaise de rugby à XV évoluant principalement au poste de talonneuse.

## Biographie
Fille d'agriculteurs, Georgia Ponsonby naît le 14 décembre 1999. Elle grandit dans la région de Taihape. Elle pratique d'abord le netball et commence la pratique du rugby à XV à quinze ans, à la Feilding High School (en) où elle est capitaine de son équipe.
Pendant son année de terminale, en 2017, elle fait ses débuts en Farah Palmer Cup avec la province du Manawatu et joue au poste de troisième ligne centre. Par la suite, elle obtient une bourse d'études à l'université Lincoln (en) où elle étudie la gestion immobilière, et joue pour la province de Canterbury, avec laquelle elle gagne trois titres nationaux d'affilée. Là-bas elle joue également en troisième ligne centre pendant deux ans avant d'être replacée au talonnage en 2020,.
Elle fait ses débuts internationaux avec la Nouvelle-Zélande contre la France à Pau, dans une ambiance qu'elle décrit comme « complètement folle », lors de la tournée européenne de 2021.
En 2022, Georgia Ponsonby est sélectionnée pour la première saison de la franchise de Matatū. Au mois de septembre, elle remporte un quatrième titre national avec Canterbury, à l'issue d'une finale où elle marque un essai. Elle compte six sélections en équipe nationale quand elle est retenue en septembre pour disputer la Coupe du monde organisée en Nouvelle-Zélande et remportée par les Black Ferns. Georgia Ponsonby marque le premier essai néo-zélandais en finale,.
L'année 2023 commence par un nouveau trophée puisque Matatū remporte la deuxième édition du Super Rugby Aupiki face aux Chiefs Manawa. Appelée en équipe nationale, elle remporte en suivant la Pacific Four Series. À l'automne, elle participe également au WXV avec sa sélection.
En 2024, son équipe ne se qualifie pas pour la finale du Super Rugby Aupiki et ne peut défendre son titre. Georgia Ponsonby fait toujours partie de l'effectif des Black Ferns et dispute la Pacific Four Series et le WXV,.
En 2025, elle va jusqu'en finale du Super Rugby Aupiki avec Matatū. Elle est ensuite sélectionnée pour la Pacific Four Series remportée par les Black Ferns,. Fin juillet, elle est sélectionnée pour la Coupe du monde en Angleterre. Durant la préparation au Mondial, au mois d'août, elle signe pour les Ealing Trailfinders, à partir de la saison 2025-2026, qui évoluent en Premiership anglaise.

## Palmarès

### En franchise et province
- Vainqueur de la Farah Palmer Cup en 2018, 2019, 2020 et 2022.
- Vainqueur du Super Rugby Aupiki en 2023.
- Finaliste du Super Rugby Aupiki en 2025.

### En équipe nationale
- Vainqueur de la Coupe du monde en 2021.
- Vainqueur de la Pacific Four Series en 2023 et 2025.